# Teófila Martínez Saiz
Teófila Martínez Saiz és una política espanyola nascuda el 5 de gener de 1948 a Santander (Cantàbria). És arquitecta tècnica de professió. Pertany al Partit Popular, en què va ingressar el 1977, quan era Aliança Popular. Va ser alcaldessa de Cadis i diputada del Congrés per la província de Cadis.

Al desembre de 1982 va ser elegida secretària general provincial d'Aliança Popular a Cadis. De 1983 fins a 1987 va ser regidora a l'ajuntament de Puerto de Santa María. És alcaldessa de Cadis des de l'any 1995, i fou l'alcaldessa més votada de les capitals de província d'Espanya en les eleccions municipals de 2003 i 2007 amb al voltant del 60% dels vots. A les eleccions municipals de 2011 revalidà el càrrec, mantenint-se així com a alcaldessa durant vint anys.
Ha estat diputada al Congrés dels Diputats (1989 - 2000) i senadora per la Comunitat Autònoma d'Andalusia (2000 - 2004). Va presidir el PP d'Andalusia des de 1999 fins a 2004, perdent les eleccions al Parlament d'Andalusia els anys 2000 i 2004, essent substituïda posteriorment per Javier Arenas. Ha exercit de portaveu del PP a la Comissió d'Obres Públiques del Congrés dels Diputats i coordinadora de Comissions del Grup Popular al Congrés. Presidenta nacional de Dones per a la Democràcia i membre del Comitè Executiu Nacional del PP.

## Possible implicació al cas Bárcenas
Segons els papers de Bárcenas, publicats pel diari El País, Teófila Martínez estaria entre els càrrecs del Partit Popular que van rebre, presumptament, sobresous del partit.